# Didymodon bistratosus
Didymodon bistratosus är en bladmossart som beskrevs av Hébrard och Pierrot 1994. Didymodon bistratosus ingår i släktet lansmossor, och familjen Pottiaceae. Inga underarter finns listade i Catalogue of Life.